# 倫特鎮區 (明尼蘇達州奇薩戈縣)
倫特鎮區（英語：Lent Township）是位於美國明尼蘇達州奇薩戈縣的一個行政鎮區。

## 地方資料
倫特鎮區的面積為89.10平方千米，當中陸地面積為84.00平方千米，而水域面積為5.10平方千米。根據2020年美國人口普查的數據，當地共有人口2962人，而人口密度為每平方千米33.24人。